# Semântica formal (lógica)
Na lógica, semântica formal ou lógica semântica, é o estudo da semântica ou interpretações (idealizações) de linguagens naturais e formais, geralmente tentando captar a noção pré-teórica de implicação (ou  consequência lógica). (Apesar de ambos linguística e lógica reividicarem o fornecimento de teorias na linguagem natural, de acordo com Geach, a lógica normalmente ignora o "idiotismo do idioma", e vê as linguagens naturais como idiomas confusos de interesses não-lógicos.)
Uma linguagem formal pode ser definida longe de qualquer interpretação disso. Isso é feito por uma designação de um conjunto de símbolos (também chamados de alfabeto) e um conjunto de regras de formação (também denominadas de gramática formal) que determinam quais cadeias de caracteres de símbolos são fórmulas bem formadas. Quando as regras de transformação (também denominadas regras da inferência) são adicionadas, e certas sentenças são aceitas como axiomas (juntos são chamados um sistema dedutivo ou um aparato dedutivo) um sistema lógico é formado. Uma interpretação de uma linguagem formal é (grosseiramente falando) uma atribuição de significados à seus símbolos e condições-verdade (valores-verdade) às suas sentenças.
Os valores-verdade de várias sentenças das quais podemos encontrar em argumentos irão depender de seus significados, e, assim, lógicos conscientes não podem evitar completamente a necessidade de dar algum tratamento ao significado dessas sentenças.  A semântica da lógica refere-se às abordagens que lógicos introduziram para compreender e determinar a parte do significado em que eles estão interessados; o lógico tradicionalmente não está interessado na sentença como proferida, mas na proposição, uma sentença idealizada adequadamente para manipulação lógica.[carece de fontes?]
Até o advento da lógica moderna, o Organon, de Aristóteles , particularmente Da Interpretação, forneceu a base para a compreensão da importância da lógica.  A introdução de quantificação, necessária para resolver o problema da generalidade múltipla, tornou impossível a análise do tipo sujeito-predicado que tomou conta da explicação de Aristóteles, embora haja um interesse renovado em Lógica Aristotélica, tentando encontrar cálculos no espírito da silogística de Aristóteles, porém com a generalidade da lógica moderna baseada em quantificadores.
As principais abordagens modernas para a semântica de linguagens formais são as seguintes:
- Teoria semântica de modelos é um arquétipo da teoria semântica da verdade de Alfred Tarski, baseada em seu Esquema-T, e é um dos conceitos fundamentais da teoria dos modelos. Esta é a abordagem mais comum e baseia-se na ideia de que o significado de várias partes de proposições são dadas pelas possíveis maneiras as quais podemos definir um grupo de funções de interpretação definido recursivamente para certos domínios matemáticos predefinidos: uma interpretação de lógica de predicados de primeira ordem é dado pelo mapeamento de termos para um universo de indivíduos e um mapeamento das proposições para seus valores-verdade, "verdadeiro" e "falso".  O Modelo da teoria semântica fornece os fundamentos para uma abordagem à teoria do significado como Semântica de valores-verdade, que foi iniciada por Donald Davidson. A Semântica de Kripke introduz inovações, mas amplamente nos moldes Tarskianos.

- A prova da teoria semântica associa o significado das proposições com o papel que podem desempenhar nas inferências. Gerhard Gentzen, Dag Prawitz e Michael Dummett são geralemente vistos como fundadores dessa abordagem; mais tarde é fortemente influenciada pela filosofia de Ludwig Wittgenstein , especialmente por sua máxima "o significado é uso".

- Valores-verdade semânticos (também comumente denominados de quantificação substitucional) foi defendida por Ruth Barcan Marcus para lógicas modais no início da década de 1960, e posteriormente defendido por Dunn, Belnap, e Leblanc para a lógica de primeira ordem padrão. James Garson conseguiu alguns resultados nas áreas de adequação para lógica modal equipada como uma semântica. Os valores-verdade para fórmulas quantificadas são dadas exclusivamente em termos de verdade sem apelar para domínios de qualquer natureza (e por isso seu nome valor-verdade semântico).

- Lógica do diálogo de jogos ressurgiu recentemente, devido principalmente à Jaakko Hintikka para lógicas (finitas) de quantificação parcialmente ordenada, que foram originalmente investigadas por Leon Henkin, que estudou os Quantificadores de Hekin.

- Semântica probabilística proveniente de H. Field, mostrou-se equivalente a uma generalização natural de valores-verdade da semântica.  Como valores de verdade semântica, também é não-referencial em relação à sua natureza.